# Mastrus longicauda
Mastrus longicauda är en stekelart som beskrevs av Horstmann 1990. Mastrus longicauda ingår i släktet Mastrus och familjen brokparasitsteklar. Arten är reproducerande i Sverige. Inga underarter finns listade i Catalogue of Life.